# كارول هوفمان (منافس ألعاب قوى)
كارول هوفمان (بالبولندية: Karol Hoffmann)‏ هو منافس ألعاب قوى بولندي، ولد في 1 يونيو 1989 في وارسو في بولندا.

## وصلات خارجية
- كارول هوفمان على موقع الاتحاد الدولي لألعاب القوى (الإنجليزية)
- كارول هوفمان على موقع الاتحاد الأوروبي لألعاب القوى (الإنجليزية)
- كارول هوفمان على موقع الرابطة البولندية لألعاب القوى (البولندية)
- كارول هوفمان على موقع الدوري الماسي (الإنجليزية)
- كارول هوفمان على موقع اللجنة الأولمبية الدولية (الإنجليزية)
- كارول هوفمان على موقع أوليمبيديا (الإنجليزية)
- كارول هوفمان على موقع اللجنة الأولمبية البولندية (مؤرشف) (البولندية)